# Мамаевщина (Новгородская область)
Мамаевщина — деревня в Песоцком сельском поселении, Демянского района, Новгородской области.

## География
Деревня находится на небольшой поляне и со всех сторон окружена лиственным лесом, в котором преобладают осина и ольха. По южной окраине деревни протекает ручей. Почвы вокруг болотистые.
На юг из Мамаевщины идёт дорога на Дубки и далее к автотрассе Демянск—Полново. Просёлочные дороги из Мамаевщины ведут в Красную Горку, Скобцово, Данилово и Курган.

## Население
| 2010 |
| ---- |
| 4    |

По данным переписи 2010 года в деревне постоянно проживают 4 человека — 3 мужчины и одна женщина. В летний период в деревню приезжают 3-4 семьи дачников.
По данным на 2014 год - деревня не жилая. Иногда приезжает на лето одна семья дачников.